# Anicet Lavodrama
Anicet Richard Lavodrama Ondoma (* 4. Juli 1963 in Bangui) ist ein ehemaliger Basketballspieler aus der Zentralafrikanischen Republik, der von 1985 bis 1998 in Spanien aktiv war und die Nationalmannschaft der Zentralafrikanischen Republik 1987 zur Afrikameisterschaft und damit zu ihrer einzigen Teilnahme an Olympischen Spielen im folgenden Jahr führte.
Von 1981 ab war er in der NCAA für die Mannschaft der Houston Baptist University aktiv und wurde bei der NBA-Draft 1985 in der dritten Runde von den Los Angeles Clippers ausgewählt. Er wechselte jedoch nach Spanien, wo er bis zum Ende seiner Karriere blieb. Den größten Teil dieser Zeit war er für OAR Ferrol aktiv, wo er außer in der Saison 1987/88 immer in der Liga ACB spielte. Nachdem der Verein 1994 aus wirtschaftlichen Gründen den Spielbetrieb beenden musste, absolvierte Lavodrama bis 1998 noch insgesamt drei Spielzeiten für Fórum Valladolid sowie eine für Joventut de Badalona. Er absolvierte 344 Spiele in der Liga ACB, in denen er 4.624 Punkte, 2.419 Rebounds und 394 Shotblocks erzielte.
Durch den Gewinn der Afrikameisterschaft 1987 nahm Lavodrama an den Olympischen Spielen 1988 teil, wo er die Auswahl der Zentralafrikanischen Republik mit 20,6 Punkten und 10,9 Rebounds anführte. Am Ende belegte seine Mannschaft den zehnten Platz unter zwölf Teilnehmern.
Nach seiner aktiven Karriere arbeitete er in verschiedenen Positionen für CB Valladolid, den Weltverband FIBA sowie die NBA-Franchise Cleveland Cavaliers, bevor er 2007 Spielerberater wurde.